# Corona (California)
Corona è una città della California, negli Stati Uniti d'America sud-occidentali.
È localizzata nella contea di Riverside, ed è stata fondata nel 1886. Al 1º luglio 2019 contava 169 868 abitanti.
È famosa per la fabbrica della Fender, una delle marche più prestigiose di strumenti musicali. Ha inoltre sede la West Coast Customs, azienda produttrice di auto.

## Amministrazione

### Gemellaggi
- Silkeborg, Danimarca